# فرودگاه هلی‌کوپتر بیمارستان پراویدنس
 فرودگاه هلی‌کوپتر بیمارستان پراویدنس (به انگلیسی: Providence Hospital Heliport) یک فرودگاه خصوصی است . این فرودگاه در کشور ایالات متحده آمریکا قرار دارد و در ارتفاع ۴۱۱ متری از سطح دریا واقع شده است.